# 實況主的逃脫遊戲【直播中】
《實況主的逃脫遊戲【直播中】》（日语：ナカノヒトゲノム【実況中】）是由漫畫家發表的日本漫畫，於《月刊Comic Gene》2014年10月27日開始連載。全12話電視動畫於2019年7月至9月播放。

## 故事簡介
以素人實況而聲名遠播的遊戲實況主：入出曉，某天收到神秘的免費遊戲《戲中人的基因序列》（ナカノヒトゲノム）的邀請函。
隔天，曉睜開眼睛時正處於《戲中人的基因序列》的世界當中。導覽者給了8位實況主數個課題與考驗、以及數個實景遊戲的競賽，並且要求觀看次數達到1億，否則將永遠無法逃離這世界⋯⋯

## 登場人物

### 13街
入出曉／伊奈葉空良／斑目（聲：山下大輝）
生日：4月1日 / 血型：O型 / 喜歡的遊戲：逃脫遊戲、RPG遊戲
興趣：旅行、尋找肉球 / 喜歡的食物：雙層起司漢堡、西班牙海鮮燉飯 / 討厭的食物：無
不擅長的事物：血 / 武器：無 / 家庭成員：養母
本作的主人公。
公立共學高中一年級，擅長生物與化學。
知名的遊戲實況主。有嚴重的花粉症，對日本所有植物的花粉都過敏，因此時常帶著口罩。不會生氣，是和平主義者，本人亦曾表示「生氣什麼」，個性溫柔開朗，和任何人都能友好相處，曉的同學曾說，「搞不好他碰到強盜也能跟他友好相處，並讓人洗心革面。」與杏也為摯友，會幫他吃青椒，得知杏也有失眠症後向他提出可以找羊駝取得安眠藥，卻遭到杏也的強烈反對，但曉私底下還是去替他取得了安眠藥，即使被憤怒的杏也打了仍然努力想要和好，最後以“想要大家一起通關，要是你不在了的話會很困擾”為由和杏也和好。
是陽美子的親生哥哥，後來才被入出夫婦領養。真正的入出曉在小時候即因病去世。其母為了將空良改名為曉，多次申請了改名才通過(更名為已故之人的名字有道德問題)。
為現代契約者（島主）。自稱「入出曉只是用來應付13街，是個完全沒有哀與怒這種負面情感的無敵避難所」，並說「若我（斑目）覺醒的話，入出曉就會消失」。
更屋敷花凜（聲：鬼頭明里）
生日：7月26日 / 血型：A型 / 喜歡的遊戲：恐怖遊戲
興趣：看恐怖電影、調查靈異地點(但本人並不會前往) / 喜歡的食物：布丁、年糕 / 討厭的食物：顆粒密密麻麻的海鮮
不擅長的事物：實際體驗恐怖扭曲的生物 / 武器：右直拳、海國的刀(用刀鞘打人) / 家庭成員：父、母、兄(分居)
教會系女子高中一年級，擅長英文。
雖然是恐怖遊戲的實況主，但其實很害怕身邊恐怖的事物。身材絞好，擁有巨乳，性格強勢，說話尖銳，偶爾會打出鐵拳。記性很好。對年長者皆使用敬語。
鬼崎海國（聲：佐藤拓也）
生日：2月3日 / 血型：O型 / 喜歡的遊戲：和風·戰國統治類
興趣：釣魚、軍人將棋 / 喜歡的食物：壽司、天婦羅 / 討厭的食物：甜食
不擅長的事物：祖父 / 武器：油紙傘、日本刀 / 家庭成員：祖父、父、母
國立大學一年級，擅長所有科目(美術除外)。
經常穿戴著和服、木屐、鬼面具，時常單獨行動。運動能力很強，戰鬥時會使用油紙傘及刀。面具是紙作的。
驅堂杏也（聲：畠中祐、藤原夏海(幼年)）
生日：10月10日 / 血型：B型 / 喜歡的遊戲：格鬥遊戲
興趣：建造秘密基地 / 喜歡的食物：肉、薄荷口香糖 / 討厭的食物：青椒
不擅長的事物：開關被打開了的陽美子 / 武器：鐵管 / 家庭成員：父、母、長兄(早逝)、次兄
公立共學高中一年級，擅長體育。出席日數很危險。
有點不良氣質的男高中生。擅長各種格鬥遊戲，是在動腦之前先動手的類型。血氣方剛，面對任何人都能立刻打起來，但當對方能信任自己時就會變得老實。
有家族遺傳的失眠症，曾在通關時因為睡眠不足而暈倒。與石榴關係不好。與入出曉是摯友。
忍霧石榴（聲：內山昂輝）
生日：12月25日 / 血型：A型 / 喜歡的遊戲：潛行遊戲
興趣：慢跑 / 喜歡的食物：蘑菇 / 討厭的食物：辣的東西
不擅長的事物：女生 / 武器：摺疊小刀、各種暗器、煙霧彈 / 家庭成員：父、母、妹
私立男子高中二年級，擅長地理。
略有中二病。善於觀察周圍，並擅長消除自己的氣息。因為在男校上學，對女性沒有抵抗力。經常戴著黑色面罩。
嘴角有和妹妹玩耍時弄傷的傷口
為了尋找雙胞胎妹妹櫻而參加了遊戲。與杏也關係不好。
伊奈葉陽美子（聲：石見舞菜香）
生日：5月22日 / 血型：O型 / 喜歡的遊戲：模擬養成
興趣：料理、家庭菜園 / 喜歡的食物：蛋料理、柴魚飯糰 / 討厭的食物：無
不擅長的事物：卡拉OK、大聲的人 / 武器：特製閃光彈 / 家庭成員：祖父、祖母、母、三個弟弟、記憶中的哥哥(第45話判明為入出曉)
公立中學二年級，擅長家政。
性格內向，擅長料理，很會照顧人。被她的聲音所吸引的人很多，就連負責監視的羊駝似乎也是她的粉絲。
與入出曉是親兄妹。
逢河牧野（聲：寺島拓篤）
生日：2月14日 / 血型：B型 / 喜歡的遊戲：模擬戀愛
興趣：睡覺、音樂鑑賞(環境音) / 喜歡的食物：捲心菜卷、春卷 / 討厭的食物：酸的東西
不擅長的事物：人多的地方 / 武器：清澈的瞳孔 / 家庭成員：祖母、父、母
公立共學高中二年級，擅長美術。
沉默寡言，只用詞彙對話，幾乎不說完整句子，曾表示「一天，100字以內」。在任何地方都能睡著。擁有能讓對視之人在5秒內無條件迷戀上自己的能力。喜歡爆炸頭。
路路森柚子（聲：名塚佳織）
生日：10月31日 / 血型：AB型 / 喜歡的遊戲：解謎·競速通關類
興趣：觀察植物與人類、收集噁心的玩偶 / 喜歡的食物：垃圾食物 / 討厭的食物：素齋料理
不擅長的事物：正坐 / 武器：裝著化學藥劑的玻璃管 / 家庭成員：父、姐
碩士課程修習完成(跳級)，目前在研究所工作，擅長生物、化學與外語。
很擅長拼拼圖。是個難以捉摸的人，並在被抓進遊戲前就認識入出了。年齡不明，僅知道是13街中最年長的人。
曾經是9街的實況主，為了姐姐成為監視者，知道斑目的身份。
對於入出曉有不明執著。
羊駝／墓守（聲：津田健次郎）
13街的管理員。真面目不明，一直戴著羊駝頭套。在漫畫48話被斑目稱作「墓守」。
很怕熱。
Q彈曉
在「乾涸沙漠的遺跡」中，由陽美子與杏也心裡映射出的臉成曉狀的史萊姆。是13街的團寵。

### 地下
男女嶋七實（聲：平川大輔）
生日：7月3日 / 血型：AB型 / 喜歡的遊戲：FPS
興趣：自製、改造機械 / 喜歡的食物：咖啡、奶酪 / 討厭的食物：章魚
不擅長的事物：雲霄飛車 / 重要的事物：仁木的Zippo打火機 / 家庭成員：父、母、兄
9街的實況主。擅長家事、工藝。
一直相信仁木會帶人回來救他們。
忍霧櫻（聲：戶田惠）
生日：12月25日 / 血型：B型 / 喜歡的遊戲：所有新作
興趣：收集貓物品、拆卸機械 / 喜歡的食物：蘑菇，加紅薑加到极限的生肉蓋飯 / 討厭的食物：無
不擅長的事物：有花邊和緞帶的衣服 / 重要的事物：家人 / 家庭成員：父、母、兄
私立女子高中二年級。擅長情報處理。
石榴的雙胞胎妹妹。11街的實況主。
被海國發現後以「千裕和七實也是我的家人了」為由，拒絕離開地下。
赤札千裕（赤札 チヒロ（あかふだ ちひろ，Akafuda Chihiro），聲：永塚拓馬）
生日：11月11日 / 血型：O型 / 喜歡的遊戲：網絡卡牌遊戲
興趣：夾娃娃機、球賽 / 喜歡的食物：大阪燒、章魚燒 / 討厭的食物：芥末
不擅長的事物：鬼故事 / 重要的事物：櫻送的貓耳帽子 / 家庭成員：祖父、父、母、兩個妹妹
公立中學三年級。擅長體育。
11街的實況主。喜歡櫻，為了櫻，決定失敗並一起進入白房間，後來到地下和櫻與七實生活。

### 東京
更屋敷日乃貴
生日：5月21日 / 血型：O型 / 喜歡的遊戲：推理遊戲
興趣：鑒賞推理電影、做飯 / 喜歡的食物：義大利料理、堅果類 / 討厭的食物：無
不擅長的事物：單調的工作 / 家庭成員：父、母、妹
花凜的哥哥。更屋敷偵探事務所所長，為了創業中途退學。
正在調查「戲中人的基因序列」遊戲失蹤事件。
國分寺靜波
生日：3月8日 / 血型：A型 / 喜歡的遊戲：有聲讀物
興趣：推理小說、合氣道 / 喜歡的食物：Mr.Dount / 討厭的食物：無
不擅長的事物：社交 / 家庭成員：父、母、姊、妹
日乃貴的大學學妹與助手。
驅堂真也（聲：島崎信長）
生日：9月9日 / 血型：A型 / 喜歡的遊戲：數獨
興趣：巡遊拉麵館、遛狗 / 喜歡的食物：拉麵 / 討厭的食物：香菇（但教訓杏也挑食的時候會吃）
不擅長的事物：開玩笑 / 家庭成員：父、母、兄（已逝）、弟
大學一年級醫學部。
杏也的次兄。請求日乃貴幫忙尋找杏也，三兄弟中唯一沒有失眠症的人，在哥哥因為失眠症出意外去世而弟弟也被診斷患有失眠症後，立志要成為醫生治好弟弟。

### 驅堂三兄弟
驅堂健也（聲：逢坂良太）
杏也的長兄。18歲時車禍過世，留下了耳環給真也作為遺物，留下了安全帽給杏也作為遺物。
驅堂真也（聲：島崎信長）
見「驅堂真也」。
驅堂杏也（聲：畠中祐、藤原夏海(幼年)）
見「驅堂杏也」。

### 入出家
入出曉人
曉(空良)的養父。為無人島的秘密實驗室中的一員因實驗意外身亡。為無人島的第二代契約者。
仁木夕架子（聲：能登麻美子）
曉(空良)的養母。在曉人過世時精神變得不穩定，也在此時決定要將空良改名為與已過世的兒子曉同名。
仁木一哉（仁木 イチヤ（にき いちや，Niki Ichiya），聲：浪川大輔）
生日：2月18日 / 血型：A型 / 喜歡的遊戲：掉落消除遊戲
興趣：手製品、打掃 / 喜歡的食物：蛋包飯、肉桂糖 / 討厭的食物：會弄髒手的食物、籽多的水果
不擅長的事物：肢體接觸、邋遢的房間 / 家庭成員：父、母、姊
曉(空良)的舅舅，夕架子的弟弟。「戲中人的基因序列」的幕後協助者之一，負責運送人質。
以前與七實同為9街實況主。
入出曉
入出曉人與仁木夕架子的親生兒子。出生時就體弱多病，年幼即因病去世。

### 關卡角色

#### 第三關
上野紫（聲：福圓美里）
長的像熊貓，擁有爆炸頭，穿著水手服，還帶有鄉音。是根據陽美子、杏也、曉、牧野的想法創造出來的。
源氏光（聲：鈴木達央）
聖式部女學院的老師，個性與外表相差甚大，是關卡裡紫必須攻略的對象。

#### 第五關
鬼華（聲：田所梓）
鬼八的孫女。
鬼八（聲：柴田秀勝）
非常疼愛孫女鬼華。

#### 第六關
乾涸沙漠遺跡守門人（聲：中尾隆聖）

#### 第七關
米薩麗（聲：伊藤靜）
伊莎貝拉（聲：大原沙耶香）
凱莉（聲：藍谷早咲）

## 出版書籍
| 冊數 | 角川書店       | 角川書店               | 台灣角川       | 台灣角川               |
| 冊數 | 發售日期       | ISBN                   | 發售日期       | ISBN                   |
| ---- | -------------- | ---------------------- | -------------- | ---------------------- |
| 1    | 2015年6月27日  | ISBN 978-4-04-067642-5 | 2018年8月22日  | ISBN 978-957-564-377-5 |
| 2    | 2015年10月27日 | ISBN 978-4-04-067901-3 | 2018年12月5日  | ISBN 978-957-564-638-7 |
| 3    | 2016年4月27日  | ISBN 978-4-04-068195-5 | 2019年3月7日   | ISBN 978-957-564-804-6 |
| 4    | 2016年10月27日 | ISBN 978-4-04-068682-0 | 2019年4月10日  | ISBN 978-957-564-888-6 |
| 5    | 2017年4月27日  | ISBN 978-4-04-069160-2 | 2019年4月10日  | ISBN 978-957-564-889-3 |
| 6    | 2017年11月27日 | ISBN 978-4-04-069476-4 | 2019年7月4日   | ISBN 978-957-743-114-1 |
| 7    | 2018年5月26日  | ISBN 978-4-04-069872-4 | 2019年9月23日  | ISBN 978-957-743-240-7 |
| 8    | 2018年11月26日 | ISBN 978-4-04-065253-5 | 2019年12月4日  | ISBN 978-957-743-410-4 |
| 9    | 2019年6月27日  | ISBN 978-4-04-065781-3 | 2020年5月20日  | ISBN 978-957-743-717-4 |
| 10   | 2020年2月27日  | ISBN 978-4-04-064247-5 | 2020年12月10日 | ISBN 978-986-524-115-5 |

## 電視動畫
2018年5月發表TV動畫化的消息。電視動畫於2019年7月開始放送。

2020年2月27日隨漫畫第十卷同捆發售OVA。

### 製作人員[5]
- 原作：おそら（MFC Gene pixiv series／KADOKAWA刊）
- 監督：大沼心
- 系列構成：下山健人
- 人物設定、總作畫監督：高橋瑞紀
- 道具設計：佐藤秋子
- 主動畫師：藤田亞耶乃
- 美術監督：片平真司（Studio Acanthus）
- 色彩設計：月野繪裏香
- 攝影監督：新谷優子、菊池優太郎
- 編輯：近藤勇二（REAL-T）
- 音響監督：土屋雅紀
- 音響效果：倉橋裕宗
- 音響製作：Bit Promotion
- 音樂：佐藤純一（fhána）、TEAM WHIM
- 音樂製作人：佐藤純之介、佐藤純一（fhána）
- 音樂製作：Lantis
- 動畫製作：SILVER LINK.
- 製作：實況主的逃脫遊戲【直播中】製作委員會

### 主題曲
＊若無特別標示，則作曲／編曲者為佐藤純一。
片頭曲「not GAME」
作詞：松藤量平，編曲：佐藤純一（fhána）、守尾崇，主唱：畠中祐
片尾曲
作詞：林英樹，主唱：fhána
第10話未使用。
插入曲
（第1話）
作詞：towana，絃樂編曲：真部裕，主唱：fhána
「24hours precious」（第2話）
作詞、主唱：RIRIKO
（第3話）
作詞：em:ou，主唱：緒方惠美
（第4話）
作詞：宮川彈，主唱：結城愛良
（第5話）
作詞、主唱：片霧烈火，編曲：ANCHOR、佐藤純一
（第6話）
作詞：松藤量平，編曲：eba、佐藤純一，主唱：畠中祐
（第7話、OVA）
作詞：hotaru，主唱：湯毛
（第8話）
作詞：結城愛良，編曲：佐藤純一、yuichi NAGAO，主唱：NOW ON AIR
「Code "Genius"?」（第9話）
作詞：田淵智也，主唱：亞咲花
「where you are」（第10話）
作詞：towana，主唱：fhána
（第11話）
作詞：towana，主唱：南波志帆
「not GAME(A cappella Ver.)」（第12話）
作詞：松藤量平，主唱：畠中祐
「春眠 〜ボクラノサクラ〜」（OVA）
作詞：松藤量平，主唱：寺島拓篤

### 各話標題
| 話數          | 標題                        | 劇本       | 分鏡     | 演出               | 作畫監督                                                             | 片尾插畫   |
| ------------- | --------------------------- | ---------- | -------- | ------------------ | -------------------------------------------------------------------- | ---------- |
| GAME 01       | ARE WE FRIENDS              | 下山健人   | 大沼心   | 大沼心             | 高橋瑞紀                                                             | 不適用     |
| GAME 02       | BORN THIS WAY               | 下山健人   | 澤井幸次 | 岡本惠里香         | 藤田亞耶乃、氏家里惠、藪田裕希 池津壽惠、岡田雅人、佐藤このみ        | 春園       |
| GAME 03       | CLUMSY PRETENDER            | 下山健人   | 二瓶勇一 | 椿喬祇、大沼心     | 高橋瑞紀、藤田亞耶乃、原口涉 佐藤このみ、川口弘明、服部憲知 吉田肇   | Fe         |
| GAME 04       | DAYDREAM AND NIGHTMARE      | 井上亞樹子 | 澤井幸次 | 岡本惠里香         | 藤田亞耶乃、大槻南雄、小川 安藤香春、                                | 荊木吠人   |
| GAME 05       | DUSK AND DAWN               | 井上亞樹子 | 細田雅弘 | 細田雅弘           | 高橋瑞紀、原口涉、藤田亞耶乃 正木優太、若山政志、吉田肇 和田賢人     | 森永ミク   |
| GAME 06       | ERASE MY REALITY            | 下山健人   | 大內大和 | 大內大和           | 南伸一郎、山崎浩平、大槻南雄 Kim Seong-il                            | ガム       |
| GAME 07       | FOOTSTEPS OUTSIDE           | 橫手美智子 | 小寺勝之 | 關根侑佑、大内大和 | 澤入祐樹、大槻南雄、吉田肇 片山敬介、秋田英人、服部憲知              | おの秋人   |
| GAME 08       | GLIMPSE OF ADULTHOOD        | 橫手美智子 | 岩畑剛一 | 福多潤             | 本田辰雄、髙井孝伊、竹森由加 大槻南雄                                | 島順太     |
| GAME 09       | HEAVEN WHITE AND HELL BLACK | 井上亞樹子 | 澤井幸次 | 大内大和           | 澤入祐樹、佐藤香織、原口涉 水崎健太、今田茜、藪田裕希 池津壽惠       | 佐藤秋子   |
| GAME 10       | HOLD ON AND LET GO          | 井上亞樹子 | 渡部高志 | 山口賴房           | 髙橋瑞紀、大槻南雄、藤田亞耶乃 中津川孝廣、若山政志、片山敬介 吉田肇 | 藤田亞耶乃 |
| GAME 11       | ISOLATED SOUL               | 下山健人   | 湊未來   | 加藤段像           | 原口涉、山口菜、水崎健太 安藤春香、岡田雅人                          | monaca     |
| GAME 12       | JOURNEY GOES ON             | 下山健人   | 澤井幸次 | 福多潤             | 大槻南雄、原口涉、竹森由加 Kim Seong-il、藤田亞耶乃                  | おそら     |
| GAME EX (OAD) | KNOTS OF MEMORIES           | 下山健人   | 渡邊慎一 | 關根侑佑           | 大槻南雄、原口涉、竹森由加 吉田肇、藤田亞耶乃、高橋瑞紀              | 不適用     |

### 藍光與DVD
| 卷數 | 發售日期       | 收錄話數        | 規格編號  | 規格編號   | 封面角色              |
| 卷數 | 發售日期       | 收錄話數        | 藍光版    | DVD版      | 封面角色              |
| ---- | -------------- | --------------- | --------- | ---------- | --------------------- |
| 1    | 2019年9月25日  | 第1話 ~ 第3話   | KAXA-7801 | KABA-10741 | 入出曉&更屋敷花凜     |
| 2    | 2019年10月25日 | 第4話 ~ 第6話   | KAXA-7802 | KABA-10742 | 鬼崎海國&驅堂杏也     |
| 3    | 2019年11月27日 | 第7話 ~ 第9話   | KAXA-7803 | KABA-10743 | 忍霧石榴&伊奈葉陽美子 |
| 4    | 2019年12月25日 | 第10話 ~ 第12話 | KAXA-7804 | KABA-10744 | 逢河牧野&路路森柚子   |

### 播放電視台
日本國內
 日本深夜動畫：下文記載的日本国内播放時間使用日本標準時間（UTC+9）表示。因為部分時間标识會採用30小时制，因此請留意这类超过24:00的时间，其實際播放時間為翌日清晨。
| 播放地區 | 播放電視台 | 播放日期              | 播放時間            | 所屬聯播網 | 備註   |
| -------- | ---------- | --------------------- | ------------------- | ---------- | ------ |
| 日本全國 | AT-X       | 2019年7月7日－9月22日 | 星期日 22:00～22:30 | 衛星電視   | 有重播 |
| 日本全國 | BS11       | 2019年7月7日－9月22日 | 星期日 24:30～25:00 | 衛星電視   |        |
| 東京都   | TOKYO MX   | 2019年7月7日－9月22日 | 星期日 24:30～25:00 | 獨立UHF局  |        |
| 京都府   | KBS京都    | 2019年7月7日－9月22日 | 星期日 24:45～25:15 | 獨立UHF局  |        |
| 兵庫縣   | SUNTV      | 2019年7月7日－9月22日 | 星期日 25:00～25:30 | 獨立UHF局  |        |
| 愛知縣   | 愛知電視台 | 2019年7月9日－9月24日 | 星期二 26:35～27:05 | 東京電視網 |        |

## 外部連結
- 動畫官網 （页面存档备份，存于）